# 91式爆弾用誘導装置

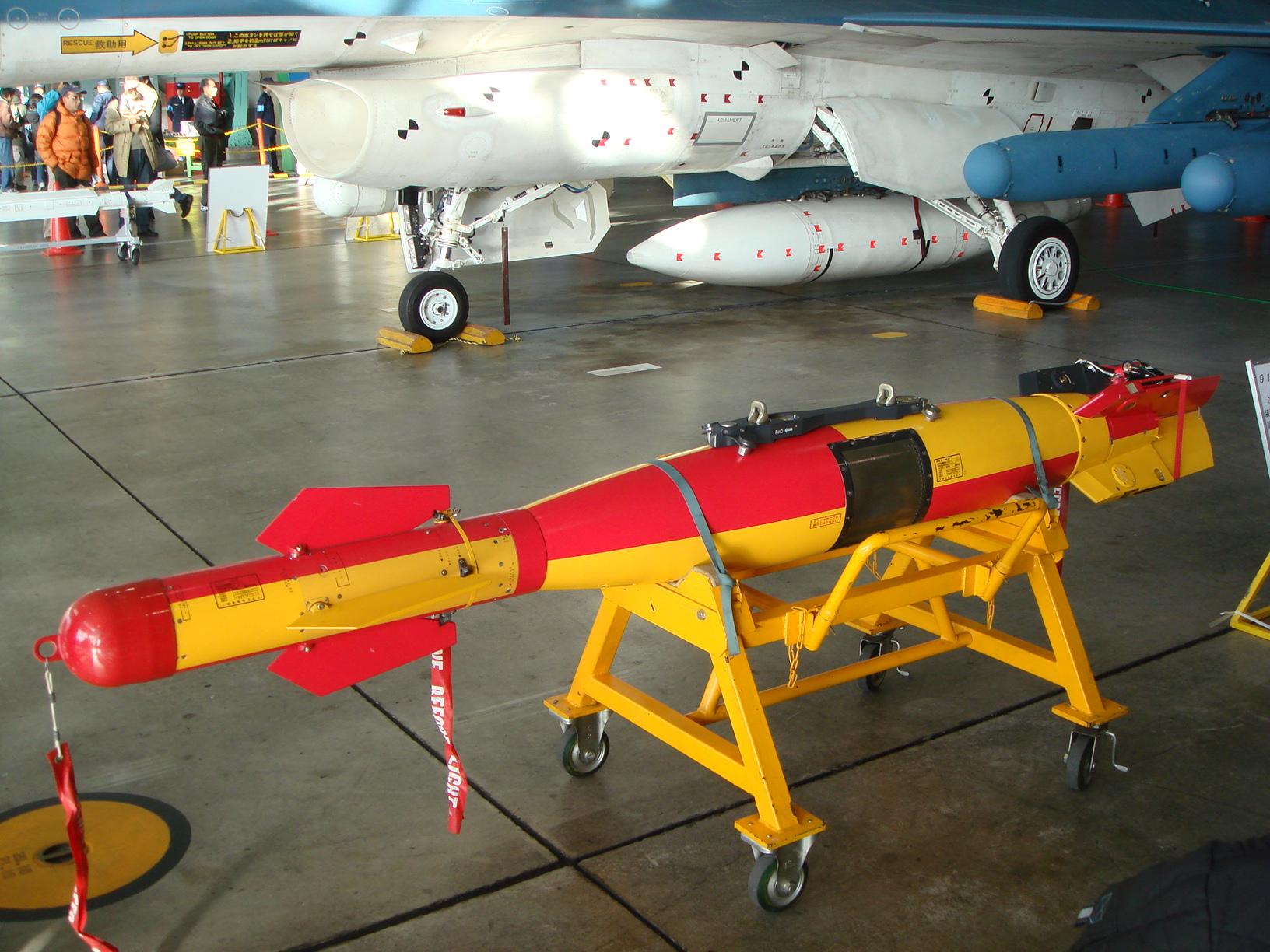
GCS-1を装着したMk.82

91式爆弾用誘導装置（きゅういちしきばくだんようゆうどうそうち）は、自由落下爆弾に取付けて誘導機能を付加する装置。別称はGCS-1。対艦兵器として、赤外線誘導方式を採用しており、500ポンド爆弾（Mk.82）用の物がI型、340kg爆弾（JM117）用の物がII型と称される。主契約会社は三菱電機、調達価格は一式あたり約1,500万円程度。

## 来歴
1979年に航空幕僚監部より研究依頼書「爆弾用誘導システムに関する研究」が提示されて、昭和55年度より部内研究に着手した。その成果を踏まえて、昭和57年度に空幕から「爆弾用誘導装置開発要求書」が出され、昭和60年度から、まず500ポンド爆弾用の装置の試作が開始され、昭和61年度から昭和63年度にかけて技術試験が行われた。また1986年3月に開発要求書が一部改訂されて340kg爆弾用の装置も製作されることになり、こちらも昭和63年度から平成元年度にかけて技術試験を行なった。
そして昭和63年度から平成2年度にかけて、航空自衛隊による実用試験が行われた。実用試験は能登半島沖のG空域で行われ、20ノットで航行可能な半球形赤外線放熱ドームを持つ遠隔操縦型の移動標的を用いており、システム的なトラブルを除いて全弾命中を記録した。
1991年3月、装備審査会議調整部会において制式化が決議され、91式爆弾用誘導装置として制式化された。

## 設計
本装置は、自由落下爆弾である500ポンド爆弾（Mk.82）および340kg爆弾（JM117）に装着する、対艦攻撃用の赤外線誘導爆弾キットである。
構造は、誘導制御部、信管、操舵翼、安定翼部からなる。投下1秒以内にジャイロが立ち上がり、ほぼ同時にシーカーの冷却、姿勢角の安定、信管のアーミング（起爆可能になる）が完了する。3秒後にジャイロの安定、シーカーの冷却がされるとともに無誘導での自由落下に入り、弾体が回転制御される。この後、誘導落下に移り、目標のロックオン判定などが行われ、熱源（赤外線輻射源）に向かう。
走査方式はCCD方式の赤外線センサを用いた放射状レティクルスキャンとされている。目標が発生する赤外線を捉えて、海面温度差と面積との積の値が一定値を超えるものを捕捉して、ホーミング誘導を行う。また対赤外線妨害技術（IRCCM）として、温度差が異常に高いものにはフレア判定を行う機能も備えている。
なお、諸外国の誘導爆弾では画像誘導やレーザー誘導が一般的であったが、本装置であえて赤外線誘導が採用されたのは、搭載母機に特別な改修が必要ないことと、周辺諸国へ脅威を与えないように地上目標への攻撃能力をあえて求めず、対艦攻撃に特化するためであるとされている。